# Theo van den Boogaard
Theo van den Boogaard (né à Castricum le 25 mars 1948) est un auteur néerlandais de bande dessinée. Contemporain de Joost Swarte et Willem, c'est l'un des plus grands noms de la bande dessinée underground de son pays. Il est aujourd'hui principalement connu en France comme aux Pays-Bas pour Sjef van Oekel (traduite sous les noms Léon van Oekel et Léon-la-Terreur), série qu'il anima de 1976 à 1999 avec le réalisateur Wim T. Schippers. En Allemagne, il reste surtout connu pour sa bande dessinée pornographique de 1969 Ans en Hans krijgen de Kans (Ans et Hans saisissent l'occasion), mise à l'index en 1973.
Très célèbre aux Pays-Bas, il a d'abord un trait caractéristique de l'underground. Pour Sjef van Oekel, il se rattache à la ligne claire, ce qui lui permet en alliant « la lisibilité graphique à un discours irrespectueux », d'accentuer l'effet humoristique de ses planches.

## Biographie

### Les années underground (1964-1975)
Theo van den Boogaard publie son premier album, Mark, en 1964. Dès cette époque, il s'inscrit dans la mouvance underground. En 1967, il crée dans l'hebdomadaire underground Hitweek Striptease, puis Witje en Gert, en collaboration avec le scénariste Jan Donkers (nl). En 1968, il adapte également Pinocchio dans Studio. En 1969, Hitweek devient Aloha, et Van den Boogaard y publie la bande dessinée érotique Ans en Hans. En 1970-1971 il réalise Jan Alleman pour le magazine alternatif Gandalf (nl) et en 1972 Abe, avec le journaliste sportif Nico Scheepmaker (nl), dans l'hebdomadaire de football Voetbal International. Rattaché au mouvement Provo, il est « de ceux qui pouss[èrent] le plus loin le délire iconoclaste ».

### Sjef van Oekel(à partir de 1976)
En 1976, Van den Boogaard crée en collaboration avec Wim T. Schippers Sjef van Oekel dans le magazine hebdomadaire Nieuwe Revue. Adapté d'une émission réalisée par Schippers où Sjef était incarné par Dolf Brouwers (nl), cette bande dessinée à l'humour très néerlandais connaît un succès très rapide. Pour donner encore plus de truculence à cette série, le dessinateur « change radicalement de style (…), rejoignant l'esthétisme de la Ligne claire », tout en gardant un trait très dynamique, à l'opposé d'un Ted Benoît. Elle est traduite en France par Magic Strip en 1980, puis par les éditions Albin Michel, qui la publient dans L'Écho des savanes de 1982 à 1989 sous le nom Léon-la-Terreur. Elle est également publiée en allemand, en danois et en espagnol. Grâce à sa notoriété, Van den Boogaard se diversifie dans l'illustration et la publicité. 
Lassé d'être mis en scène dans des situations parfois scabreuses et par le ton général de la série, sans compter qu'il ne touche pas un sou sur cette adaptation, Dolf Brouwers intente en 1989 un procès. En 1991, un juge décide que Sjef ne pourrait plus apparaître dans des « scènes obscènes ou pornographiques ». Concernant le volet financier du désaccord, les deux parties parviennent à un accord à l'amiable en 1992. Le dernier album de la série est publié en 1999.
Deux principales compilations de ses œuvres sont parues, Joost mag het weten en andere verhalen en 1991 et Streken van een Serial Tekenaar en 2010. Son principal recueil d'illustrations, Taal en teken, a été publié en 1992 à l'occasion du festival de bande dessinée de Haarlem.

## Style
Dans sa période underground, Van den Boogaard est principalement influencé au par André Franquin, dont il cherche à retrouver la nervosité graphique, et par les grands auteurs américains du genre : Harvey Kurtzman au premier chef, mais également Robert Crumb ou Jack Davis. Ses histoires sont féroces et ironiques, visant souvent bien plus à choquer qu'à faire rire.
Lorsqu'il passe à la ligne claire, Van den Boogaard est plus influencé par le truculent Willy Vandersteen, star nationale de la bande dessinée populaire, que par Hergé. Son humour n'en est pour autant guère édulcoré : « L'impact du non-sense délirant se trouve renforcé par la collision entre un style “propre” et le sarcasme grinçant, vulgaire. »

## Œuvres publiées en néerlandais

### Albums de bande dessinée
- Een avontuur van Mark, t.1 : Boter bij de vis, De Kennemer, 1964.
- Sturke mysterie (dessin), avec Martin Lodewijk (scénario), Sturka, 1969.
- Histoire de huit pages dans De avonturen van Prins Mario, Arcanum, 1969.
- Ans en Hans krijgen de kans!, P.J. Muller, 1970.
- « Jan Alleman kan d'er wat van », dans Wordt vervolgd, Rotterdam, 1970.
- Jan Alleman kan d'er wat van, De bezige Bij, 1972
- Witje en Gert, Tango, 1973.
- Abe. Hot story van een voetballerina (dessin), avec Nico Scheepmaker (scénario), De bezige Bij, 1973.
- De Ideograaf, Espee, 1979.
- Sjef van Oekel (dessin), avec Wim T. Schippers (scénario) :

1. Sjef van Oekel in de bocht, Rijperman, 1980.  (ISBN 9063620764)
2. Sjef van Oekel draaft door, Oberon, 1982.  (ISBN 903204513X)
3. Sjef van Oekel zoekt het hogerop, Oberon, 1983.  (ISBN 9032045164)
4. Sjef van Oekel raakt op drift, Oberon, 1985.  (ISBN 9032045261)
5. Sjef van Oekel bijt van zich af, Oberon, 1987.  (ISBN 9032045466)
6. Sjef van Oekel breekt door, Big Balloon, 1990.  (ISBN 9032045660)
7. Sjef van Oekel slaat terug, Big Balloon, 1994.  (ISBN 9054251565) (OCLC 69197989)
8. Sjef van Oekel onthult..., Ministerie VROM, Bureau Rijksbouwmeester, 1999.  (ISBN 9073525306)

- Joost mag het weten, Big Balloon, 1991.  (ISBN 905425131X) (OCLC 65453973)
- Theo van den Boogaard. De Jaren 60/70, Oog & Blik, 1992.  (ISBN 9054920017)
- Een Sjef van Oekel omnibus (dessin), avec Wim T. Schippers (scénario), De Vliegende Hollander. Édition intégrale :

1. Ik word niet goed, 2010.  (ISBN 9049501176)
2. Wordt het toch nog gezellig..., 2011.  (ISBN 9049501702)

- Streken van een serial tekenaar, De Vliegende Hollander, 2010.  (ISBN 9049501168)

### Illustration
- Theo van den Boogaard in vogelvlucht, Oberon, 1989.  (ISBN 9032075047)
- Taal en teken van Theo van den Boogaard, Oog & Blik, 1992.  (ISBN 9054920025)
- Gerard Reve, Ik bak ze bruiner, Éditions L.J. Veen, 1996.  (ISBN 9025409997)
- Theo van den Boogaard tekent de dood: boekenweektest, Stichting CPNB, 2003.  (ISBN 9074336884)
- Aart Goedhart, De kunst van het volgen, Van Gorcum, 2005.  (ISBN 902324060X)
- Het Amsterdam van Theo van den Boogaard, Oog & Blik, 2011.  (ISBN 9054923288)

## Œuvres publiées en français

### Albums de bande dessinée
- Léon van Oukel s'en tire toujours (dessin), avec Wim T. Schippers (scénario), Bruxelles : Magic Strip, 1980[8]. Tirage de luxe en 1985 et éditions poche au Livre de Poche en 1987.
- Léon-la-Terreur (dessin), avec Wim T. Schippers (scénario), Paris : Albin Michel, coll. « L'Écho des savanes » :

1. Léon-la-Terreur, 1983.
2. Léon-la-Terreur atteint des sommets, 1984.
3. Léon-la-Terreur s'en balance, 1986.
4. Léon-la-Terreur fait des vagues, 1988.
5. Léon-la-Terreur casse la baraque, 1990.

- Le Meilleur de Léon-la-Terreur (dessin), avec Wim T. Schippers (scénario), Paris : Albin Michel, coll. « L'Écho des savanes », 1996, 154 p.
- Léon-la-Terreur (dessin), avec Wim T. Schippers (scénario), Paris : Drugstore, 2009, 240 p.

### Revues de bande dessinée
- Léon-la-Terreur (dessin), avec Wim T. Schippers (scénario), dans L'Écho des savanes n°2 à 70, 1982-1989.
- Cinq récits courts dans L'Écho des savanes, 1985-1990.
- Léon-la-Terreur (dessin), avec Wim T. Schippers (scénario), dans Gag Mag n°1 à 3, 1988.
- Léon-la-Terreur (dessin), avec Wim T. Schippers (scénario), dans L'Écho des savanes « spécial BD » et « spécial Noël », 2004.

## Œuvres publiées en allemand
- Anne und Hans kriegen ihre Chance! (trad. Bernd Brummbär), Francfort-sur-le-Main : Melzer, coll. « Brumm-Comix », 1971.
- Julius Patzenhofer haut auf die Pauke (dessin), avec Wim Schippers (scénario), Linden : Volksverl, 1980.

## Prix et distinctions
- 1989 : Prix Stripschap pour l'ensemble de son œuvre

### Documentation
- Patrick Gaumer, « Sjef van Oekel », dans Dictionnaire mondial de la BD, Paris, Larousse, 2010 (ISBN 9782035843319), p. 785.
- Patrick Gaumer, « Van den Boogaard, Theo », dans Larousse de la BD, Paris : Larousse, 2004, p. 825.
- (de) Andreas C. Knigge (de), Comic Lexikon, Francfort-sur-le-Main : Ullstein, 1988, p .104.  (ISBN 3-548-36554-X)
- Jacques de Pierpont, « Léon-la-Terreur atteint des sommets », dans Les Cahiers de la bande dessinée n°60, Glénat, novembre-décembre 1984, p. 61.
- Paul Gravett (dir.), « De 1970 à 1989 : Léon la Terreur », dans Les 1001 BD qu'il faut avoir lues dans sa vie, Flammarion, 2012 (ISBN 2081277735), p. 373.